# الفی ماوسون
الفی روبرت جان ماوسون (انگلیسی: Alfie Robert John Mawson؛ زادهٔ ۱۹ ژانویهٔ ۱۹۹۴) بازیکن فوتبال اهل انگلستان است.
از باشگاه‌هایی که در آن بازی کرده‌است می‌توان به برنتفورد، میدنهد یونایتد، لوتون تاون، ولینگ یونایتد، وایکام واندررز، بارنزلی، سوانزی سیتی و فولام اشاره کرد.